# Синдром ночной еды
Синдро́м ночно́й еды́ (СНЕ), также известный как синдром Станкарда — Грейса — Вулфа, — расстройство пищевого поведения, при котором люди ощущают тягу к еде в вечернее время, несмотря на последний совершённый приём пищи. Это расстройство связано с нарушениями сна, так как люди часто используют еду как снотворное или встают ночью, чтобы поесть. СНЕ связывают с нарушением циркадного ритма вследствие неправильной выработки ряда гормонов: мелатонина, лептина.

## История
Впервые синдром был описан американским психиатром Альбертом Станкардом с соавторами в 1955 году. В работе «Синдром ночной еды: характер потребления пищи у некоторых больных ожирением» синдром определяется через вечернюю или ночную гиперфагию, утреннюю анорексию и нарушение сна. В 1986 году Д. Кулдау, С. Коллен провели исследование, в котором затронули одновременно и проблематику синдрома ночной еды, и булимии. В статье 1997 года приводятся данные распространения СНЕ. В выборке людей, перенесших бариатрию, 27 % имели СНЕ, до операции — 30,6 %. В неклинической выборке распространённость составляет 1,5 %. Авторы статьи делают вывод о том, что на основании статистических данных о распространённости синдрома ночной еды его можно рассматривать как специфическое расстройство пищевого поведения. Первый случай эффективного лечения СИОЗС был описан Т. Мияокой в 2003 году.

## Эпидемиология
Синдром ночной еды встречается у 1-2 % населения. Начало обычно приходится на юношеский и взрослый возраст (20 — 35 лет) и длится долго. У детей этот синдром почти не встречается.
Существуют разные данные касательно гендерного распределения. По одним данным, чаще встречается у женщин, однако по другим, связи с полом нет.

## Клиническая картина
Синдром ночной еды представляет собой нарушение, связанное с циркадным ритмом. Проявляется в триаде симптомов: утренняя анорексия, вечерняя или ночная булимия, нарушения сна. Утром у людей, страдающих расстройством, не возникает чувства голода, однако некоторые авторы указывают на наличие аппетита. Симптоматика утренней анорексии проявляется не менее четырёх раз в неделю. Вечером проявляется гиперфагия, то есть повышение аппетита. Чаще всего больные с синдромом ночной еды не едят первую половину дня, во вторую половину дня аппетит значительно возрастает, и вечером они чувствуют сильный голод, что приводит к перееданию. Более половины дневного рациона больными с СНЕ потребляется после семи часов вечера. Характерно то, что больные выбирают пищу, богатую углеводами и жирами: хлебобулочные изделия, сладости и т. п.
Больные не в состоянии заснуть, не съев избыточного количества пищи, они используют её как своеобразное снотворное. Спят поверхностно, тревожно, просыпаются в 3,6 раза чаще, чем люди без СНЕ, в половине случаев, чтобы вновь поесть. Часто просыпаются в фазу медленного сна. Люди с данным синдромом могут скрывать от своих близких ночные приёмы пищи, боясь осуждения. Также некоторые авторы отмечают, что данный синдром связан с ухудшением качества жизни. Стресс можно считать достаточно серьёзным триггером, запускающим ночные приёмы пищи. Существует зависимость: чем сильнее был стресс у человека с СНЕ в течение дня, тем больше он ест вечером. Однако при снижении стресса наблюдается снижение проявления симптомов.

## Диагностические критерии
В настоящее время синдром ночной еды включён в группу уточнённых расстройств пищевого поведения в DSM-5 и имеет код F50.89. Cиндром ночной еды не включён в классификацию МКБ-10 как отдельное психическое расстройств. Однако его можно отнести к неуточнённым расстройствам приёма пищи — F50.9 по МКБ-10.
Диагностические критерии включают в себя: переедание вечером (не менее 25 % от общей суточной калорийности потребляется после ужина) и/или пробуждения ночью с целью поесть два или более раз в неделю. Человек должен находиться в сознании, осознавать, что происходит. Также должны присутствовать минимум три из шести симптомов:
- отсутствие голода по утрам
- пропуск завтрака не менее четырёх раз в неделю
- сильная потребность в еде перед засыпанием, после последнего приёма пищи (ужина)
- трудности с засыпанием или пробуждением минимум четыре раза в неделю
- убеждение в необходимости еды как в снотворном
- частое подавленное настроение, ухудшение настроения в вечернее время

Существуют диагностические проблемы в разделении синдрома ночной еды и расстройством пищевого поведения, связанным со сном. Одни авторы разделяют эти расстройства, относя расстройство пищевого поведения, связанное со сном, больше к парасомниям, сомнамбулизму, предлагая в качестве основного критерия тот факт, что человек находился в сознании и помнит, что происходило. Люди с СНЕ находятся в сознании, а главное, помнят, что с ними происходило. Другие авторы определяют расстройство пищевого поведения, связанное со сном, как подвид синдрома ночной еды.
Некоторые авторы относят к диагностическим критериям калорийность пищи, съеденной людьми, и продолжительность приёма пищи, однако эти критерии не являются основными и носят лишь гипотетический характер.
Одна из основных проблем при формулировании критериев — культурные различия. Большой вопрос, что считать поздним приёмом пищи. В различных частях Европы начало ужина приходится на разные промежутки времени. Некоторые авторы указывают на гендерную разницу во времени начала ужина.

## Причины
Синдром ночной еды связан с гормональными сбоями. При этом расстройстве наблюдается низкое содержание мелатонина, лептина и серотонина. Однако в некоторых источниках есть информация о повышении гормона лептина к вечеру. Мелатонин вырабатывается в основном в ночное время, отсюда он и получил свое название «гормон сна». Отвечает за регуляцию циркадного ритма. Его нехватка в организме приводит к проблемам со сном. Лептин — гормон, регулирующий аппетит. Низкий уровень лептина вызывает чувство голода. По некоторым данным, увеличение количества гормона грелина ведёт к тому, что человек не ощущает момента насыщения, что также способствует развитию синдрома ночной еды.
На данный момент мало исследований, освещающих роль генетической предрасположенности и социальных факторов, влияющих на развитие СНЕ.
К факторам риска развития синдрома ночной еды относят длительное применение диет, неудовлетворённость собственным телом и прочие причины.

## Коморбидность

### Ожирение
Люди с ожирением страдают от синдрома ночной еды в 7,9 %—15 % случаев. У больных с третьей степенью ожирения СНЕ может встречаться в половине случаев, у перенёсших вмешательство баритарической хирургией встречаемость от 8 % до 42 %. У 28 % людей, обратившихся за операцией по обходному желудочному анастомозу, выявлено СНЕ.
Вместе с тем у людей, не страдающих ожирением, СНЕ также встречается.

### Диабет
Согласно различным исследованиям, у людей с диабетом второго типа СНЕ встречается у 3,8 % — 9,7 %. Чаще наблюдается у лиц более молодого возраста.

### Депрессия и тревожность
Многие люди со СНЕ имеют более высокие показатели депрессии и низкую самооценку. Также больные СНЕ сталкиваются с тревожными расстройствами. У 45 % людей с СНЕ в течение жизни был диагностирован как минимум эпизод депрессии (по сравнению с 18 % среди остальной части населения)

## Лечение

### Фармакотерапия
В целом, лучше других групп антидепрессантов работают антидепрессанты из группы СИОЗС. Циталопрам и сертралин отчасти показали свою клиническую эффективность, в частности из-за действия на гипоталамус. Однако достоверность некоторых работ сомнительна, так как в них отсутствовала группа больных, принимающая плацебо.
Помимо антидепрессантов, из группы селективных ингибиторов обратного захвата серотонина применяются противоэпилептические препараты, в частности топирамат. Применение снотворных препаратов, например золпидема, оказалось неэффективным.

### Фототерапия
После двухнедельного сеанса фототерапии у больных снижалось проявление синдрома. Во время каждой процедуры пациенты подвергались воздействию 10 000 люкс в течение 30 минут.
Также рекомендуется психотерапия.